# Église Santa Maria della Consolazione a Villanova

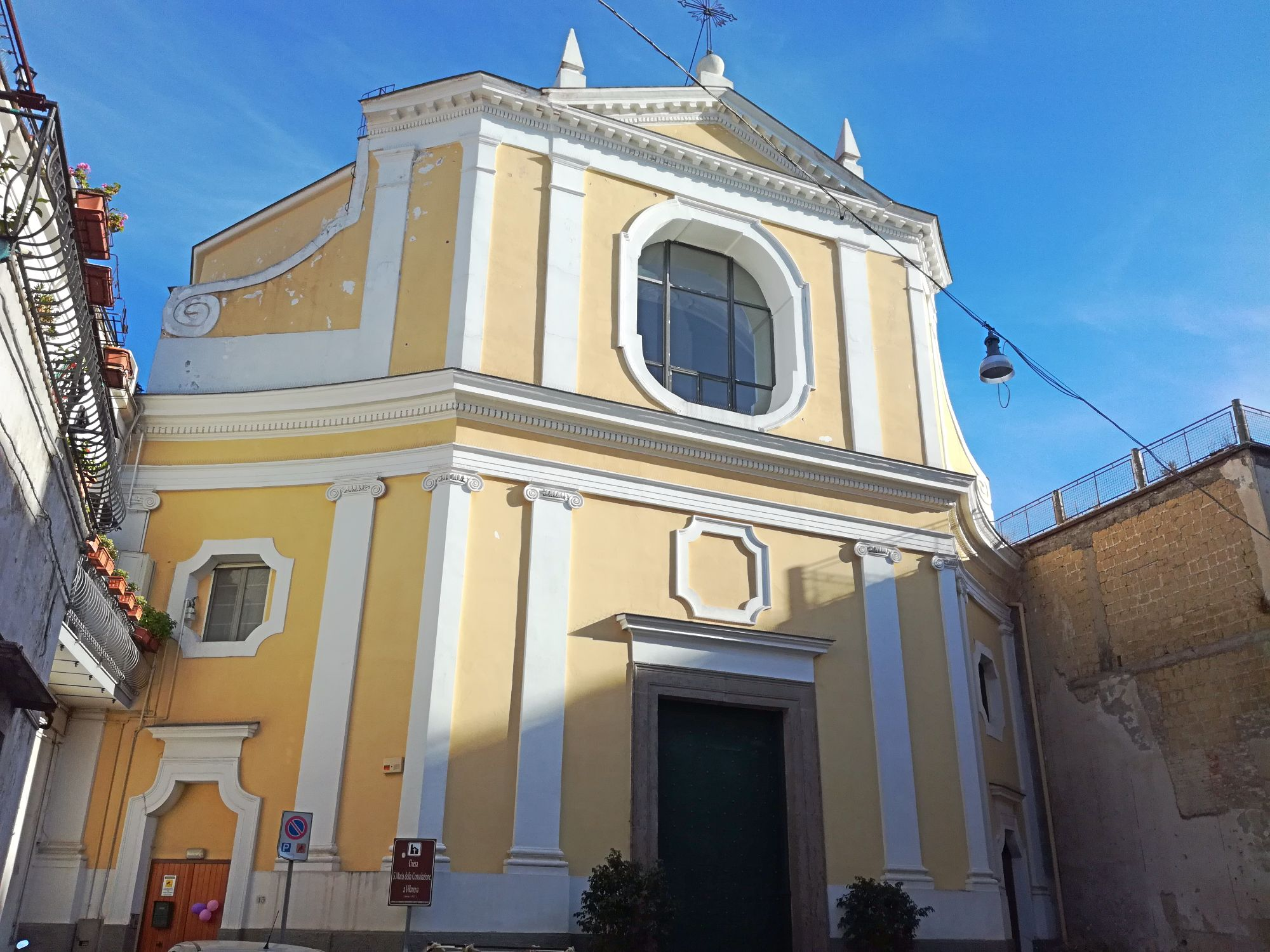
Façade de l'église.

L'église Santa Maria della Consolazione a Villanova (Sainte-Marie-de-la-Consolation de Villanova) est une église du centre historique de Naples située dans le Casale di Villanova du quartier du Pausilippe.

## Histoire et description

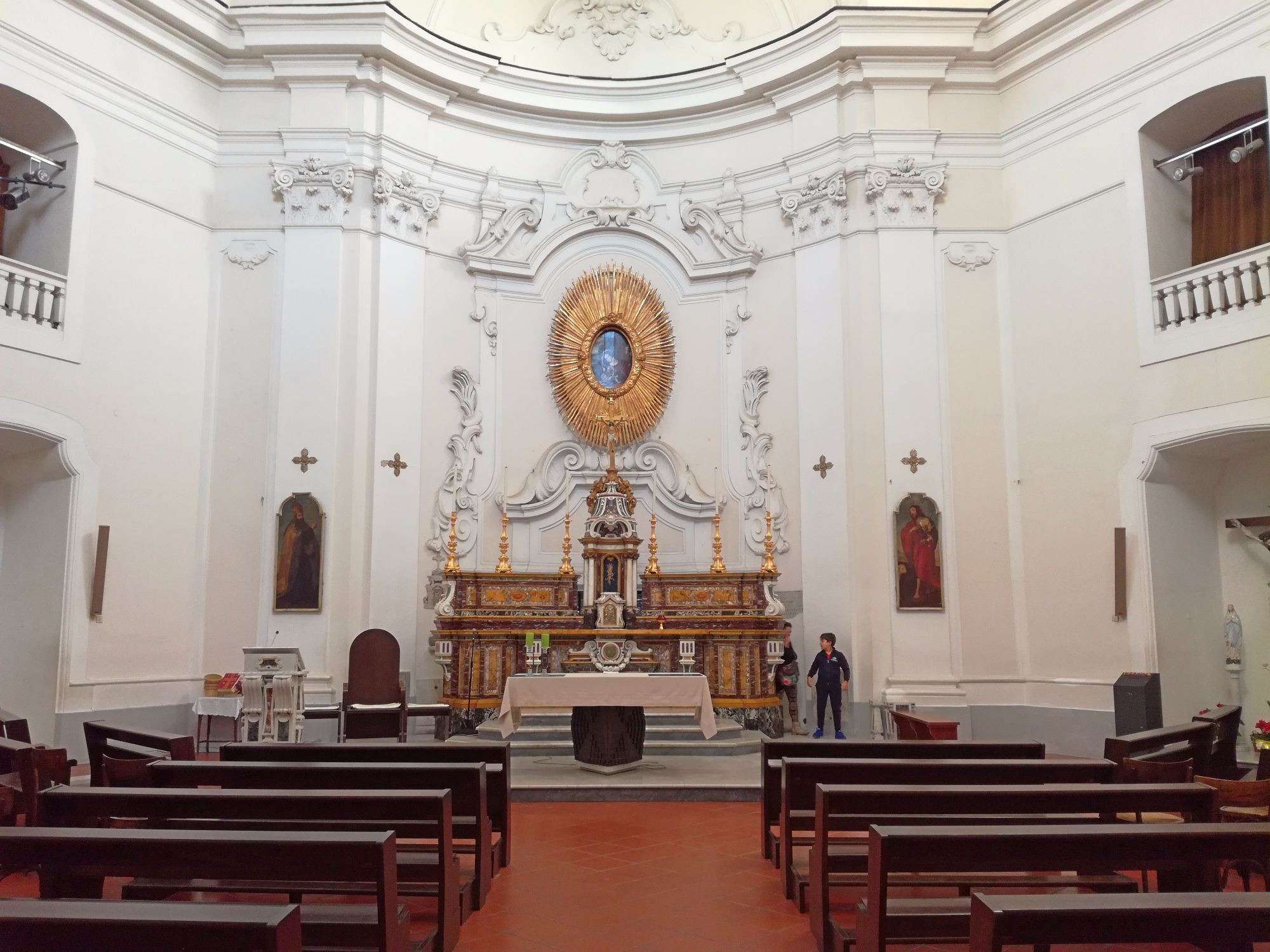
Intérieur de l'église.

La construction de l'édifice remonte à 1737 par Ferdinando Sanfelice, architecte napolitain des plus renommés du XVIIIe siècle.
La structure de l'église se présente selon un plan central. Elle est caractérisée par ses riches décorations de stuc. De chaque côté à l'intérieur, on remarque deux tableaux de Paolo de Maio (it) représentant une Nativité et une Vierge avec des saints.
La sacristie conserve encore des lavabos du début du XVIe siècle.

## Source de la traduction
- (it) Cet article est partiellement ou en totalité issu de l’article de Wikipédia en italien intitulé « Chiesa di Santa Maria della Consolazione a Villanova » (voir la liste des auteurs).